# Юве Стабия
«Юве Стабия» (итал. Juve Stabia) — итальянский футбольный клуб из города Кастелламмаре-ди-Стабия. Основан в 1907 году. Домашние матчи проводит на арене «Ромео Менти», вмещающем 10 400 зрителей. «Юве Стабия» никогда в своей истории не поднимался в Серию А. Долгое время лучшим достижением команды являлось 20-е место в Серии B (сезоне 1951/52). Однако в сезоне 2011/12 клуб вернулся во второй по значимости дивизион и сходу улучшил свой рекорд на 11 позиций.